# GMC Tracker
GMC Tracker – samochód osobowy typu SUV klasy miejskiej produkowany pod amerykańską marką GMC w latach 1989–1992, kanadyjską marką Asüna jako Asüna Sunrunner w latach 1992–1993 i amerykańską marką Pontiac jako Pontiac Sunrunner w latach 1993–1998.

## Historia i opis modelu

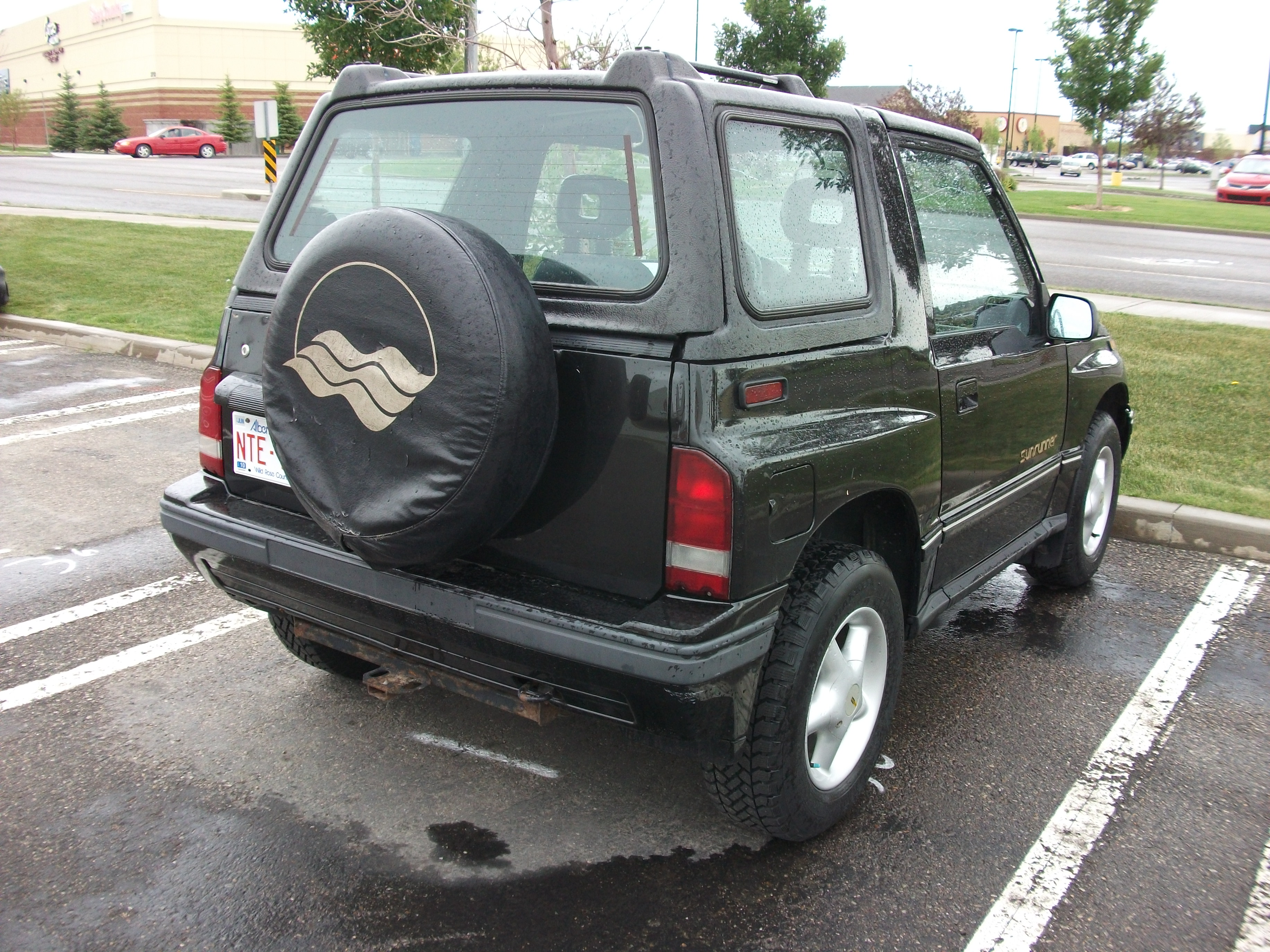
Asüna Sunrunner –tył

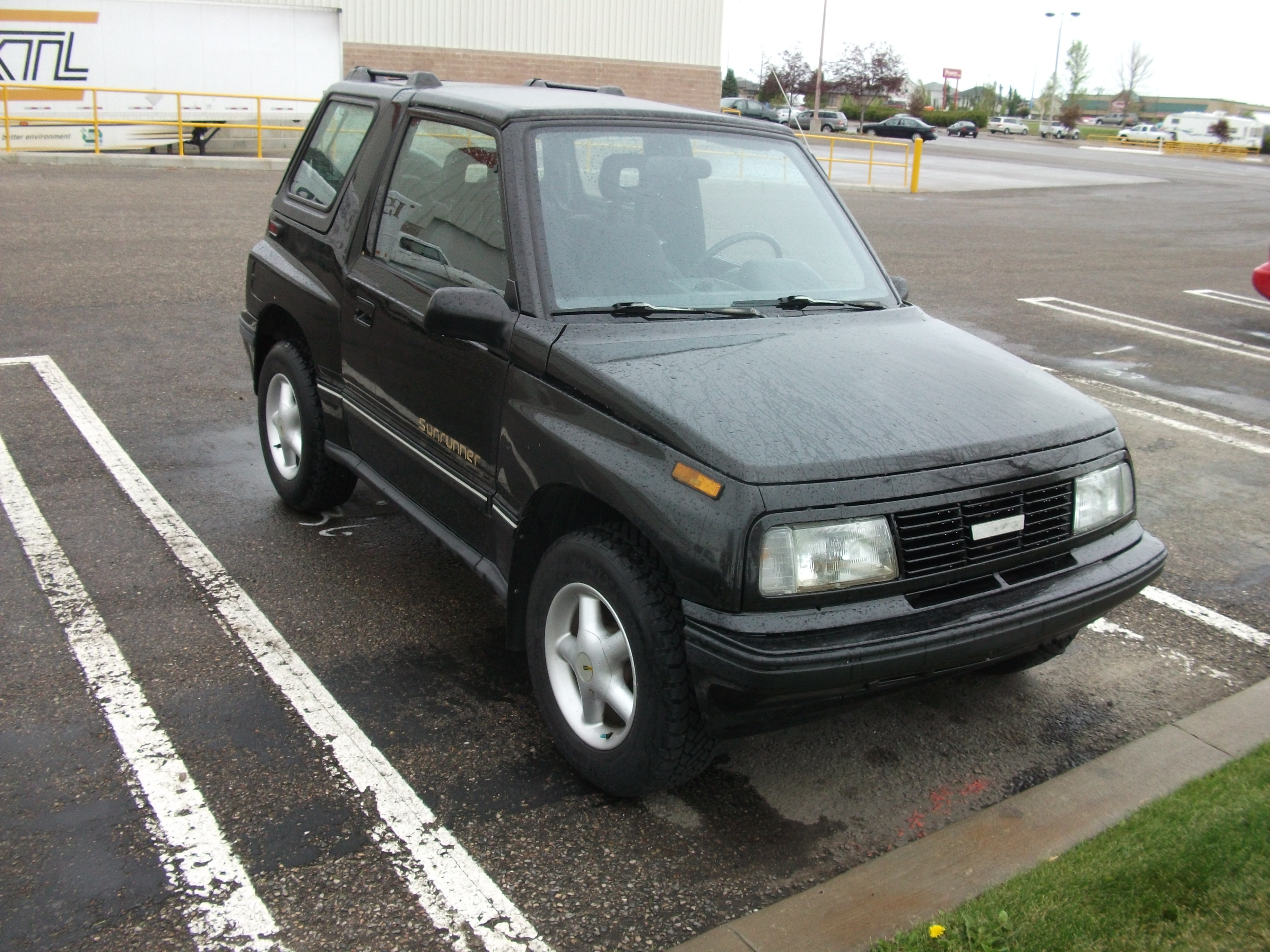
Asüna Sunrunner

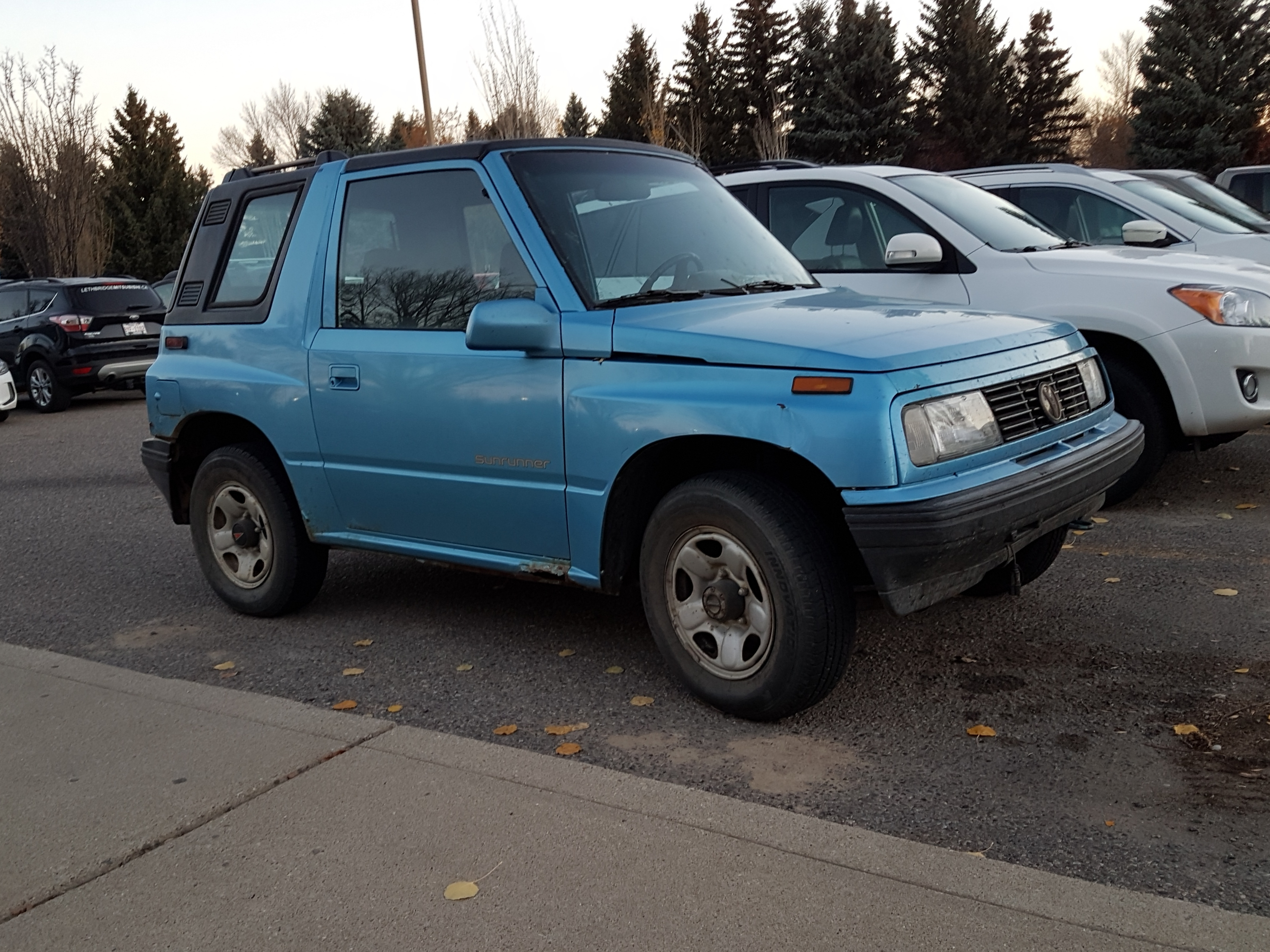
Pontiac Sunrunner

W 1989 roku kanadyjski oddział General Motors podjął decyzję o poszerzeniu lokalnego portfolio GMC o miejskiego SUV-a Tracker jako bliźniacza odmiana oferowanego równolegle Chevroleta Trackera i od 1992 roku, także znanego ze Stanów Zjednoczonych Geo Tracker. Samochód nie trafił do sprzedaży na innych rynkach Ameryki Północnej, pozostając w sprzedaży w Kanadzie do 1992 roku.  GMC Tracker oferowany był wyłącznie w krótkim wariancie, zarówno jako SUV, jak i odmiana ze zdejmowanym dachem.

### Pierwsza zmiana nazwy
W 1992 roku kanadyjskie General Motors utworzyło lokalną markę Asüna na potrzeby oferowania budżetowych modeli azjatyckiej konstrukcji. W ten sposób GMC Tracker został wycofany z oferty GMC i przemianowany na Asüna Sunrunner. Samochód nie odniósł rynkowego sukcesu i już rok później, w 1993 roku, marka Asüna została całkowicie zlikwidowana.

### Druga zmiana nazwy
Z powodu likwidacji marki Asüna w 1993 roku, General Motors podjęło decyzję o ponownym przemianowaniu lokalnej, bliźniaczej wersji Chevroleta Trackera i Geo Trackera – tym razem samochód włączono do kanadyjskiej oferty Pontiaca, zachowując nazwę Sunrunner. Pod tą nazwą samochód był oferowany stosunkowo najdłużej – przez kolejne 5 lat, aż do końca produkcji w 1998 roku.
Samochód nie otrzymał bezpośredniego następcy – przy okazji prezentacji nowego Chevroleta Trackera, General Motors postanowiło okroić współpracę z Suzuki tylko do modelu Chevroleta.

### Silniki
- L4 1.6l 80 KM L01
- L4 1.6l 96 KM LS5